# Pallacanestro alla XIV Universiade
Il torneo di pallacanestro della XIV Universiade si è svolto a Zagabria, Jugoslavia, nel 1987.

## Podi

### Donne
| Evento                             | Oro | Argento          | Bronzo |
| Pallacanestro femminile (dettagli) | Jugoslavia Anđelija Arbutina Polona Dornik Slađana Golić Jelica Komnenović Olivera Krivokapić Bojana Milošević Razija Mujanović Danira Nakić Andrea Nikolić Jasmina Perazić Zagorka Počeković Stojna Vangelovska All.: Milan Vasojević | Unione Sovietica | Cina   |

## Medagliere
| Posizione | Paese            |   |   |   | Totale |
| --------- | ---------------- | - | - | - | ------ |
| 1         | Jugoslavia       | 2 | 0 | 0 | 2      |
| 2         | Stati Uniti      | 0 | 1 | 0 | 2      |
| 2         | Unione Sovietica | 0 | 1 | 0 | 1      |
| 4         | Spagna           | 0 | 0 | 1 | 1      |
| 4         | Cina             | 0 | 0 | 1 | 1      |
| Totale    | Totale           | 2 | 2 | 2 | 6      |